# Agapanthia talassica
Agapanthia talassica är en skalbaggsart som beskrevs av Kostin 1973. Agapanthia talassica ingår i släktet Agapanthia och familjen långhorningar.
Artens utbredningsområde är Kazakstan. Inga underarter finns listade i Catalogue of Life.